# Clistoabdominalis digitatus
Clistoabdominalis digitatus är en tvåvingeart som beskrevs av Skevington 2001. Clistoabdominalis digitatus ingår i släktet Clistoabdominalis och familjen ögonflugor. Inga underarter finns listade i Catalogue of Life.